# Maria João da Silva Baila Madeira Antunes
Maria João da Silva Baila Madeira Antunes (Oliveira do Hospital, 3 de agosto de 1963) é uma magistrada portuguesa, ex-juíza do Tribunal Constitucional. Iniciou o seu mandato a 21 de Outubro de 2004 e terminou-o a 6 de Março de 2014. 

## Biografia
Maria João Antunes é licenciada em Direito, mestra em Ciências Jurídico-Criminais e doutora em Direito na especialidade de Ciências Jurídico-Criminais, pela Faculdade de Direito da Universidade de Coimbra. 
É professora na Faculdade de Direito de Coimbra com a regência das disciplinas de Direito Penal e Processo Penal. 
Participou em trabalhos legislativos no âmbito do direito penal, do direito processual penal e da saúde mental, em Portugal, em Macau e em Angola. 
Participou na qualidade de perita indicada pelo Conselho da Europa na discussão dos projectos de Código Penal e de Código de Processo Penal da Arménia. Foi Presidente da Comissão de Acompanhamento da Execução do Regime de Internamento Compulsivo e Membro do Conselho Nacional de Saúde Mental. Foi membro do Conselho de Fiscalização dos Serviços de Informações. Participou na qualidade de perita da área académica no Projecto "Desaparecimento e Exploração Sexual de Crianças", Programa Daphné, 2003. 
Em 2020, passou a presidir ao grupo de trabalho contra a corrupção em Portugal. 